# محيط (هندسة رياضية)

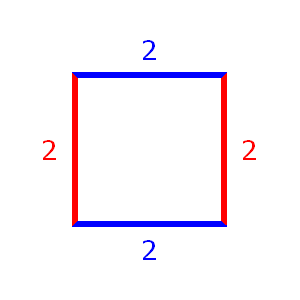
يقدر محيط هذا المربع بـ 8.

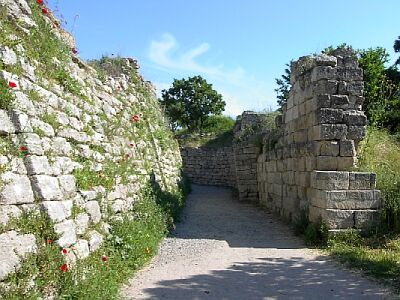
وفقًا لهوميروس، يقدر محيط طروادة 10 200 خطوة (صورة لأسوار طروادة المفترضة).

المحيط بالنسبة لشكل مستوٍ هو الطول المقدر لأطراف هذا الشكل. يسمح حساب المحيط على سبيل المثال بتحديد مقدار السياج اللازم لتطويق الحقل.
بالنسبة لأي مضلع فإن المحيط يساوي مجموع أطوال أضلاعه. وهناك صيغ بسيطة لحساب محيط الأشكال الأساسية، لكن المسألة تصبح أكثر صعوبة بالنسبة للأشكال الأكثر تعقيدًا : حيث يلجأ لحساب تكاملات أو نهايات. في هذه الحالة تستعمل طريقة تقريبية تعوض بالشكل المعقد آخر أبسط وأكثر شهرة، للحصول على تقريب للمحيط المطلوب.
طرحت مسألة البحث عن المساحة القصوى لسطح يعرف طول محيطه، (أو تباين المساحات وتساوي المحيط) في وقت مبكر جدًا ولم تُوضع إجابة لها إلا في القرن 19.

## الأشكال البسيطة

### المضلعات

مستطيل عرضه a وطوله b.

تعتبر المضلعات حالة أساسية ليس فقط لبساطتها، ولكن أيضًا لأن العديد من الأشكال تُحسب محيطاتها بصورة تقريبية من خلال سلسلة من المضلعات تقترب من هذه المنحنيات. كان أرخميدس أول عالم رياضيات معروف استخدم هذا المنطق، والذي قارب في تقدير محيط الدائرة بإحاطتها بمضلعات منتظمة.
محيط المضلع يساوي مجموع أطوال أضلاعه.
إذا كانت أبعاد المستطيل على وجه الخصوص هي a و b فإن محيطه يساوي 2 (a + b). المضلع متساوي الأضلاع هو مضلع كل أضلاعه متساوية الطول ( المعين هو مضلع متساوي الأضلاع بأربعة جوانب). لحساب محيط مضلع متساوي الأضلاع نضرب هذا الطول في عدد الأضلاع.
غالبًا ما يعرف المضلع المنتظم بعدد أضلاعه ونصف قطره أي المسافة الثابتة التي تفصل مركزه عن كل رأس من رؤوسه. من الممكن حساب طول الضلع بمنطق حساب المثلثات. إذا كان R هو نصف قطر مضلع منتظم وn عدد أضلاعه، فإن محيطه يكون:
{\displaystyle 2nR\sin \left({\frac {\pi }{n}}\right)}.
تلخص هذه الطرق في الجدول أدناه.
| المضلع              | الصيغة الحسابية                                                      | المتغيرات                                                                  |
| ------------------- | -------------------------------------------------------------------- | -------------------------------------------------------------------------- |
| المثلث              | {\displaystyle a+b+c\;}                                              | a و b و c تمثل أطوال الأضلع الثلاث.                                        |
| متوازي الأضلاع      | {\displaystyle 2(a+b)\;}                                             | a و b أطوال ضلعين متتاليين.                                                |
| مضلع متساوي الأضلاع | {\displaystyle n\cdot a\;}                                           | n عدد الأضلع a طول كل ضلع.                                                 |
| مضلع كيفي           | {\displaystyle \sum _{i=1}^{n}a_{i}=a_{1}+a_{2}+a_{3}+\ldots +a_{n}} | {\displaystyle a_{i}} طول الضلع المرقم {\displaystyle i} في مضلع به n ضلع. |
| مضلع منتظم مغلق     | {\displaystyle 2nR\sin \left({\frac {\pi }{n}}\right)}               | n عدد الأضلع R بعد المركز عن كل رأس.                                       |

### محيط الدائرة

إذا كان قطر الدائرة 1، فإن محيطها هو π.

محيط الدائرة هو الطول الذي يحدده حافتها. وهو مقدار يتناسب مع قطرها. باستعمال الثابت π، فإن أي دائرة قطرها D يحسب محيطها P وفق :
P = πD.
استخدام الفرجار ساهم في تفضيل استخدام نصف قطر الدائرة R بدلاً من قطرها، لتصبح الصيغة :
P = 2πR.
هاتان الصيغتان متساويتان تمامًا، لأنه في أي دائرة فإن : D = 2 R.
يكفي لحساب محيط الدائرة معرفة نصف قطرها أو قطرها والرقم π. تكمن المشكلة في أن هذا الرقم الأخير ليس كسريا (لا يمكن كتابته كحاصل قسمة عددين صحيحين) ولا حتى جبريًا (لإنه ليس جذر كثير الحدود مع معاملات صحيحة). وبالتالي، فإن الحصول على قيمة تقريبية لـ π بالدقة المطلوبة ليس بالأمر السهل. هذا الأمر حشد معارف في التحليل والخوارزميات وعلوم الحاسوب.

## تصور المحيط

كلما زاد القص، كلما قلت المساحة وزاد المحيط.

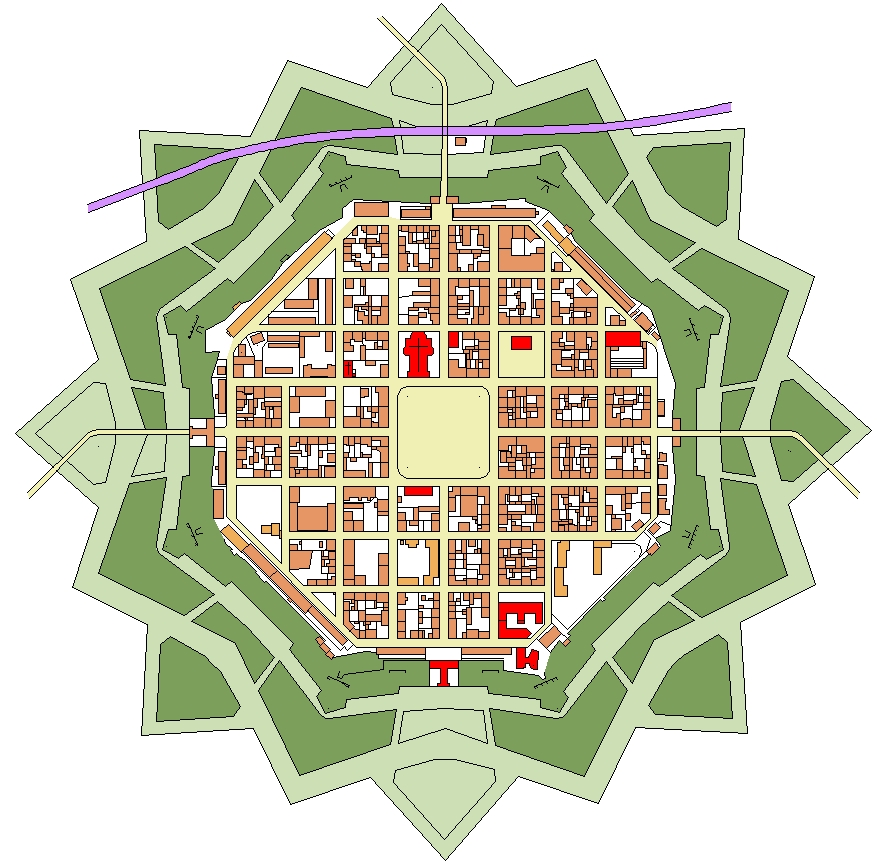
لقلعة Neuf-Brisach محيط معقد. للالتفاف حولها، من الأفضل اتباع غلافها المحدب.

يُعد المحيط، جنبًا إلى جنب مع المساحة، أحد القياسين الرئيسيين للأشكال الهندسية. ومن الشائع الخلط بين هذين المفهومين  أو الاعتقاد بأنه كلما كان أحدهما أكبر، زاد الآخر أيضًا. في الواقع، يؤدي تكبير (أو تصغير) الشكل الهندسي إلى زيادة (أو نقصان) مساحته ومحيطه في نفس الوقت. على سبيل المثال، إذا صورت الأرض في خريطة بمقياس 1: 10 000، فيمكن حساب المحيط الفعلي للأرض بضرب محيط الصورة في 10 000 والمساحة بضرب محيط الصورة في 10 000 2. ومع ذلك، لا يوجد رابط مباشر بين المساحة ومحيط شكل ما. على سبيل المثال، يمكن أن يكون لمستطيل، تبلغ مساحته مترًا مربعًا، عدة أبعاد ممكنة. مثلا : 0.5م و 2م (وبالتالي فالمحيط يساوي 5م) أو 0.001م و 1000م (وبالتالي فالمحيط يزيد عن 2000م). ذكر بروكلوس (في القرن الخامس) واقعة تقاسم فلاحين يونانيين « بتساوي » حقولا بناءا على محيطها ولكن بمساحات مختلفة,. رغم أن، إنتاج الحقل يتناسب مع مساحة وليس محيطه : فحصل بعض الفلاحين السذج على حقول بمحيط طويل، ولكن بمساحة (وبالتالي حصاد) متواضعة.
عندما يزال جزء من الشكل، فإن مساحته تقل (فقد « أزلنا » جزءا من المساحة). لكن الأمر قد يختلف مع المحيط. في حالة شكل « بانقطاعات كثيرة »، يضاف إلى الخلط الواقع بين "المساحة و المحيط"، ارتباك حول غلاف الشكل المحدب بدلاً من دوره بالمعنى الدقيق للكلمة. فالغلاف المحدب للشكل يشبه الشريط المطاطي الذي يحيط بالشكل. في الرسم المتحرك على اليسار، كل الأشكال لها نفس الغلاف المحدب : الشكل السداسي الكبير الأولي.

## متباينة المساحات متساوية المحيط

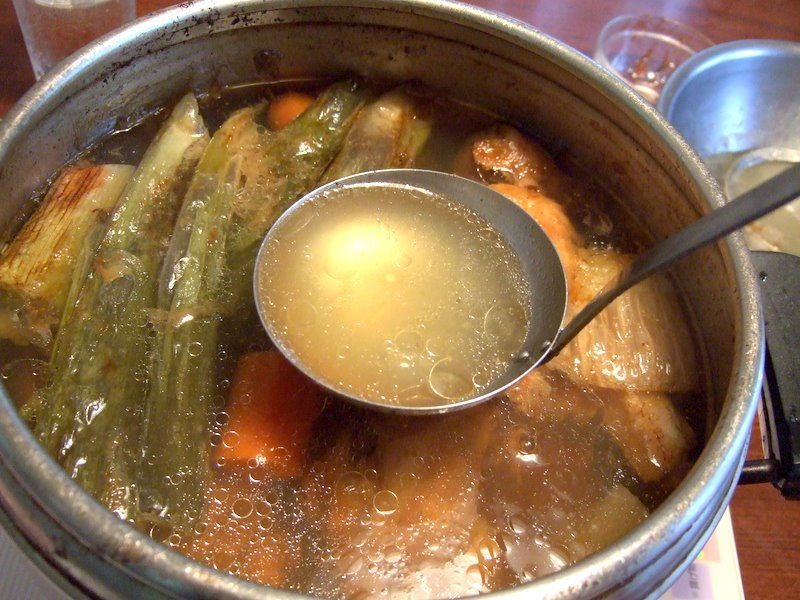
الفقاعات الدهنية على سطح المرق.

يهتم تخصص "دراسة تباين المساحات وتساوي المحيط" (Isoperimetric inequality)، على وجه الخصوص، بمسألة إيجاد أكبر سطح ممكن لنفس المحيط. الجواب بديهي، إنه القرص. وهذا ما يفسر، على وجه الخصوص، لماذا يكون للفقاعات الدهنية على سطح المرق شكل دائري.
هذه المسألة، التي قد تبدو بسيطة، تستلزم نظريات معقدة للحصول على إثبات صارم. يتم أحيانًا تبسيط مشكلة القياس المتساوي عن طريق الحد من الأسطح المسموح بها. على سبيل المثال، نحن نبحث عن الرباعي أو المثلث ذي أكبر مساحة ممكنة، دائمًا لمحيط معين. الحل هو مربع ومثلث متساويا الأضلاع. بشكل عام، تكون مساحة لمضلع (بعدد من الرؤوس) هي الأكبر بمحيط معين، إذا كان شكله الأقرب إلى الدائرة، وهو المضلع المنتظم.
في "دراسة تباين المساحات وتساوي المحيط" يجري البحث أيضًا عن أكبر مساحة ممكنة لمحيط معين، بهندسات مختلفة. على سبيل المثال، في حالة نصف المستوى، تكون الإجابة هي نصف القرص.
أدى هذا المفهوم إلى ظهور عائلة من النظريات، تسمى isoperimetric، بتسقيفات (حدود عليا) وكذلك نسبة تسمى حاصل isoperimetric. تنص المتباينة على أن السطح الذي طول محيطه p ومساحته a يفي بالسقف التالي :
{\displaystyle {\frac {4\pi a}{p^{2}}}\leq 1}
المصطلح الموجود على اليسار يسمى حاصل المتباينة، وهو يساوي 1 إذا وفقط إذا كان السطح عبارة عن قرص.
إذا كان أصل هذا السؤال يعود إلى ما لا يقل عن 2 900 عام ، فإن جوابه لم يكن حتى عام 1895، باستخدام أساليب مشتقة من نظرية مينكوفسكي بحل نهائيًا في شكل السؤال القديم. هذه الأساليب تجعل من الممكن إثبات متباينة المحيط الثابت وتعميمها على أبعاد أكبر من الهندسة الإقليدية.
المقالات

## المنحنى القابل للتصحيح
عدا حالات المضلعات والدوائر فإنه يصعب حساب محيط معظم الأسطح، ويستعمل التكامل ولكن لدوال بسيطة مثل الدوال الأولية (كثيرات الحدود، الجيب، إلخ..).

### مثال: القطع الناقص

قطع ناقص (إهليلج)

قد يبدو القطع الناقص بسيطًا، فما هو (للبعض) إلا "دائرة مضغوطة".
في قطع ناقص بمحور أكبر a ومحور أصغر b، حساب المساحة بسيط: {\displaystyle \pi ab}.
ولكن حساب المحيط P لقطع ناقص يتطلب استخدام تكامل إهليلجي:
{\displaystyle P=4\int _{0}^{\frac {\pi }{2}}{\sqrt {a^{2}\cos ^{2}t+b^{2}\sin ^{2}t}}\,{\text{d}}t}
والذي يصاغ كسلسلة :
{\displaystyle P=2\pi a\left[{1-\left({1 \over 2}\right)^{2}e^{2}-\left({1\cdot 3 \over 2\cdot 4}\right)^{2}{e^{4} \over 3}-\left({1\cdot 3\cdot 5 \over 2\cdot 4\cdot 6}\right)^{2}{e^{6} \over 5}-\cdots }\right]}
حيث {\displaystyle e} يمثل الانحراف المركزي للقطع الناقص (عبارة JH Lambert (1772))
{\displaystyle e={\frac {c}{a}}={\frac {\sqrt {a^{2}-b^{2}}}{a}}={\sqrt {1-{\frac {b^{2}}{a^{2}}}}}.}
أدت صعوبة وتعقيد هذه العبارات إلى تطوير حسابات تقريبية. الاقتراح الثاني والأكثر دقة، هو عمل رامانوجان:
{\displaystyle P\approx \pi {\sqrt {2(a^{2}+b^{2})}}\approx \pi \left[3(a+b)-{\sqrt {(3a+b)(a+3b)}}\right]}

### منحنى قابل للتصحيح
تصبح مسألة قياس المحيط أكثر صعوبة إذا كانت الحدود منحنية وليست متعددة الأضلاع.
من الممكن دائمًا تقريب طول المنحنى بطول المضلع الأكثر قربا. طول مضلع التقريب هو مجموع أطوال أضلاعه. عندما تقارب الخطوة الصفر أي المسافة القصوى ما بين متتاليين من المضلع، فإن الحد الأعلى لطول المضلع يميل نحو طول المنحنى. وإذا كان طول المنحنى محدودًا، فيُقال إنه قابل للتصحيح. هذا المنطق يجعل من الممكن حساب القيم التقريبية للعديد من المنحنيات.
يكون الحصول على قيمة دقيقة ممكنة في حال كان المنحنى محددا بدالة قابلة للتفاضل باستمرار. حينها يكون المنحنى قابلاً للتصحيح. إذا كان المنحنى عبارة عن قوس محددا بدالة f مُعرَّفة على فاصل زمني [ c ؛ d ]، فإن طوله معرف بالعبارة:
{\displaystyle L=\int _{c}^{d}||f'(t)||\mathrm {d} t.}
خصوصا إذا كانت f ( t ) = (x (t), y (t)) وجرى التعبير عن الإحداثيات على أساس متعامد، فإن الطول L للمنحنى معرف بالعبارة:
{\displaystyle L=\int _{c}^{d}{\sqrt {\left({\frac {dx}{dt}}\right)^{2}+\left({\frac {dy}{dt}}\right)^{2}}}\mathrm {d} t.}
تتيح هذه الصيغة إيجاد المعادلة الموضحة أعلاه لمحيط قطع ناقص معرف بـالعبارة ( x ( t ) = a cos t، y ( t ) = b sin t، I =] 0، π/4 [).
من الممكن أيضًا استخدام الإحداثيات القطبية (θ، r (θ)) حيث r هي دالة قابلة للتفاضل باستمرار لـمتغير θ معرف في المجال [θ 1 ؛ θ 2 ]. في هذه الحالة:
{\displaystyle L=\int _{\theta _{1}}^{\theta _{2}}{\sqrt {r(\theta )^{2}+r'(\theta )^{2}}}\mathrm {d} \theta .}

## المنحنيات الكسرية

ندفة الثلج لكوخ

### مثال: ندفة الثلج فون كوخ
ترسم ندفة الثلج لكوخ من خلال سلسلة من المضلعات التي تتميز بالبساطة الشديدة ولها خصائص مدهشة.
1. البداية تكون بـ مثلث متساوي الأضلاع.
2. يقسم كل ضلع من الشكل إلى ثلاثة أجزاء بنفس الطول. على كل جزء مركزي خارج الشكل السابق يبنى مثلث متساوي الأضلاع.
3. تكرر الخطوة 2 لعدد غير مسمى من المرات.

في كل تكرار يصبح محيط المضلع مساويا لـ 4⁄3 من قيمته السابقة، متتالية المحيطات التي تم الحصول عليها تميل نحو اللانهاية. ومع ذلك تبقى كل هذه المضلعات محاطة بنفس الدائرة التي كانت تحيط بالمثلث الأول، ولها مساحة محدودة لم تتغير.

### الكسور وبُعد هوسدورف
إذا كان للعديد من الأسطح محيطات لانهائية فمن الممكن أن يكون لبعض الأسطح « أطول محيط » مقارنة بالآخرين. يسمح بعد هوسدورف، الذي قدم في عام 1918، بمقارنتها من خلال توسيع مفهوم الطول، وبالتالي المحيط.

## جزء من التاريخ

### المساحة والمحيط
في خرائط -رسمت على ألواح طينية يعود تاريخها إلى سلالة أور الثالثة (أواخر الألفية الثالثة قبل الميلاد)- ذكر لأطوال الأراضي، والتي قطعت إلى مثلثات ورباعية الأطراف لتسهيل العمليات الحسابية. لكن مساحات المضلعات -وخاصة مساحة الحقول- تم حسابها اعتمادا على المحيط، ولو بدا أن بعض الكتبة أدركوا أن هذه الاستدلالات قد تكون خاطئة. استخدم هذه الطريقة في قياس المدن أو المناطق حسب محيطها كل من هوميروس في طروادة  وهيرودوت.
بداية من عام 1800 ق.م أثبتت المشاكل الهندسية حول المحيطات. وعثر في العديد من الألواح على المشكلة الكلاسيكية المتمثلة في إيجاد أبعاد مستطيل بناءا على معرفة مسبقة لمساحته ومحيطه:
مثال على مسألة بابلية
تقول الأسطورة بأن عليسة كانت تبحث عن أرض لتأسيس مدينة جديدة لشعبها حوالي سنة 800 ق.م، فحصلت على تنازل من ملك لقطعة أرض «لا تتجاوز مساحتها ما يغطيه جلد ثور»، فقطعت عليسة جلد الثور إلى شرائح رفيعة جدًا واختارت شبه جزيرة، وباستخدام الأشرطة فصلت شبه الجزيرة عن القارة، وبالتالي تمكنت من تحديد مساحة شاسعة، وهكذا ولدت قرطاج. قد يكون لأسطورة عليسة أصلا تعليميا، لأنها تُظهر أن المساحة والمحيط غير مرتبطين، وهي أيضًا من أوائل المقاربات لمشكلة قياس التوازن.
ارتبط أيضا تأسيس روما بمسألة حساب المحيط: حيث خط رومولوس بمحراثه المحيط الدائري لمدينته المستقبلية. إن الكلمة اللاتينية Urbs (المدينة) قد تكون تحريفًا لعبارة تعني «ارسم المحيط».
مسألة تباين المساحات وتساوي المحيط قديمة جدًا، كما تشهد أسطورة عليسة، والإجابات المختلفة (مضلع منتظم، نصف قرص في نصف مستوٍ، دائرة) كانت معروفة من العصور اليونانية القديمة، على الرغم من ذلك فإنه توجب انتظار القرن 19 للحصول على برهان صارم.

### محيط الدائرة
ربط البابليون بين المساحة A والمحيط P في الدائرة وفق خوارزمية حسابية مكافئة للصيغة {\displaystyle A={\frac {P^{2}}{12}}} والذي ينتج عنه تقريبًا لـ π يساوي 3. وحتى عندما عرفوا قطر الدائرة كان الكتبة دائمًا يمرون بحساب محيطها (بضرب القطر في 3) للحصول على مساحتها. كان البعد المعتاد للدائرة هو محيطها، وليس قطرها أو نصف قطرها مطلقًا. هذا الأمر يوضح أنه -بالنسبة للقدماء- كان يُنظر إلى الدائرة على أنها محيط بدلاً من منحنٍ محدد بمركز ونصف قطر.
تقريب π بالعدد 3 مستخدم أيضًا في الكتاب المقدس:
والتلمود:

الدوائر المحيطة بمضلعات منتظمة. استخدم أرخميدس في حساباته مضلعات منتظمة ذات 6 و 12 و 24 و 48 و 96 ضلعا.

ذكر أرخميدس وأوضح في أطروحته عن قياس الدائرة:
تقريب أرخميدس لقيمة π: قسمة طول محيط دائرة على قطرها أصغر من 3 + 10/70 وأكبر من 3 + 10/71.
وهو ما يعطي تأطيرًا لقيمة π (وهو حاصل قسمة محيط أي دائرة بقطرها). لتحقيق هذه النتيجة وضع أرخميدس إطارًا للدائرة بمضلعين منتظمين حسب طول محيطهما. استخدم مضلعات منتظمة ذات 96 ضلعا.

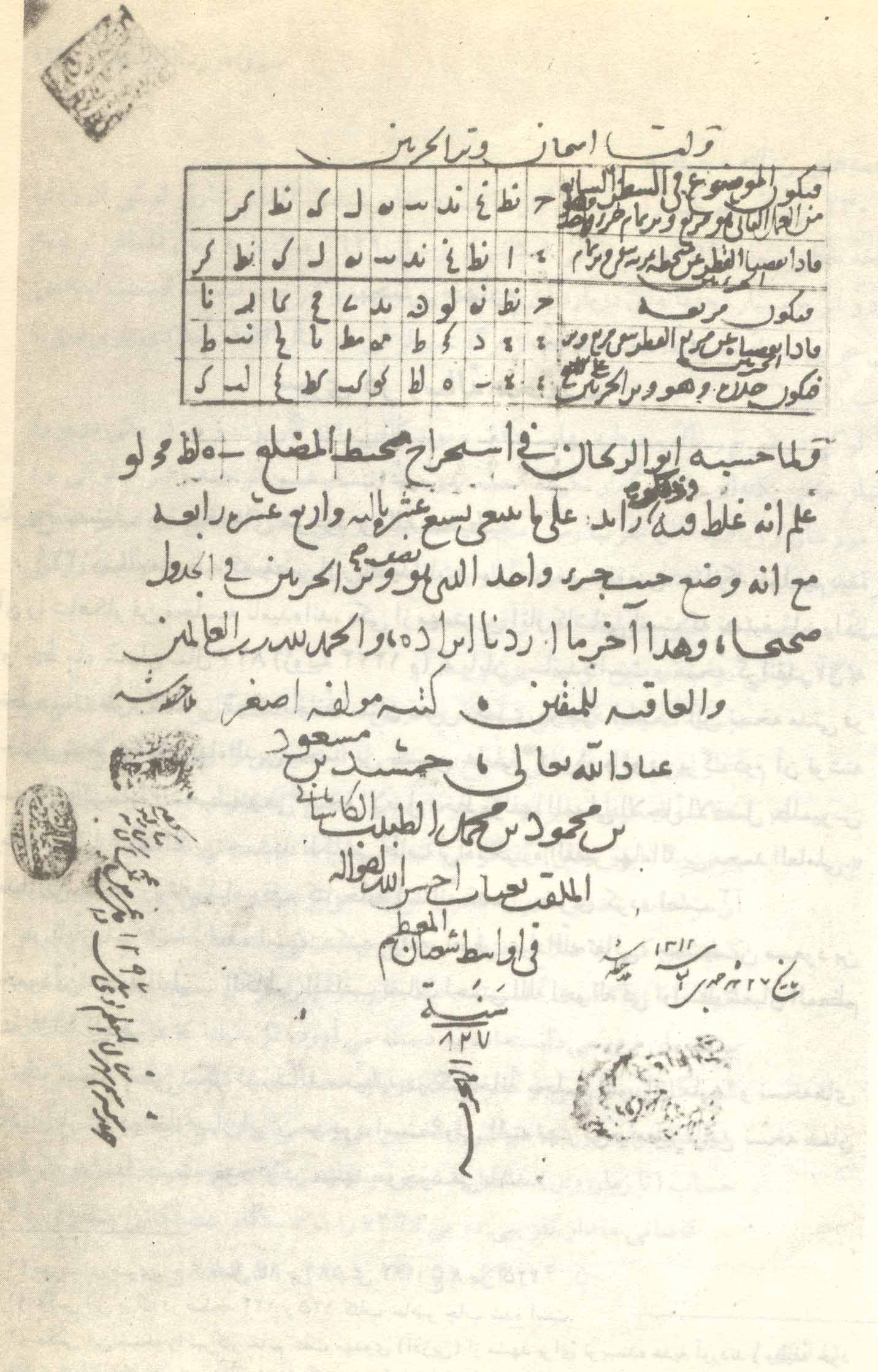
«الرسالة المحيطية» مخطوطة عن محيط المضلع

في عام 1424 قام الكاشي -في رسالته حول الدائرة- بحساب قيمة تقريبية لـ π عن طريق تأطير الدائرة بين مضلعين منتظمين مع ستة عشر خانةً عشريةً دقيقةً. كان هدفه تحديد قيمة تقريبية لـ π دقيقة بما يكفي ليكون قادرًا على حساب ليس فقط محيط الأرض، ولكن أيضًا محيط الكون.
اعتمد طريقة أرخميدس كل من فرانسوا فييت في 1579 وأدريان رومان في 1593 لضبط من اثني عشر إلى خمسة عشر خانةً عشريةً لـ π.
قام علماء رياضيات آخرون بحساب القيم التقريبية لـ π باستخدام حسابات المساحة، ثم وبداية من القرن 17 استخدمت تقانات حساب التفاضل والتكامل متناهية الصغر.

### طول منحنى الغلاف
سميت مسألة حساب الطول المطوَّر للمنحنى، في القرن 17 باسم "تصحيح منحنى". واعتبرت إمكانية حلها بشكل عام مستحيلة، وهو ما يعبر عنه ديكارت: «النسبة بين الخطوط والمنحنيات غير معروفة، وأعتقد بأن الإنسان لا يستطيع معرفتها ».
أدى اختراع حساب التفاضل والتكامل المتناهي الصغر في القرن 17 إلى تفسير حساب الطول المطوَّر لمنحنى على أنه طول متكامل  وفقًا للصيغة الموضحة أعلاه (انظر مثال القطع الناقص).
في القرن 19 قدم كميل جوردان تعريفًا جديدًا للطول المطور لمنحنى  يقترب من تعريف أرخميدس ولكن باستخدام الأدوات الحديثة (بما في ذلك حساب حد التسلسل): قرب طول منحنى بطول مضلع تكون رؤوسه نقاط هذا المنحنى. عندما يميل عدد هذه النقاط نحو اللانهاية، فإن الحد الأعلى لتسلسل أطوال المضلعات التي تم الحصول عليها -إذا تم تسقيفها- هو الطول المطوَّر لهذا المنحنى. هذا التعريف للمنحنى القابل للتصحيح يشمل ويمدد التعريف السابق الذي يستخدم التكامل.

ساحل برطانية (فرنسا).

خلال القرنين 19 و20 اكتشف علماء الرياضيات العديد من المنحنيات «الغريبة» مثل منحنى فون كوخ الذي لا يمكن تصحيحه. وبداية من عام 1967 قام بينوا ماندلبروت بتعريف ودراسة الكسيرات بناءا على سؤال يبدو بسيطًا للغاية؛ ما هو طول منطقة بريطانية الفرنسية؟
يشرح ماندلبروت بأنه كلما سعينا إلى تحديد القياس كلما زاد حجمه، وأصبح في النهاية غير محدود. في الواقع إذا قمنا بقياس محيط بريطانية الفرنسية تقريبًا (أو أي دولة) على الخريطة، فسنحصل على مضلع، ولكن كلما زادت دقة الخريطة، زادت قطع المضلع وبالتالي سينمو محيطه، وإذا بحثنا عن المحيط «الحقيقي» لبريطانية، فسيكون من الضروري الذهاب إلى الموقع لقياس كل حصاة، كل جرف من الصخور، وحتى كل ذرة من هذه المكونات. تتجاوز دراسة هذه الأشياء نطاق حساب المحيط.

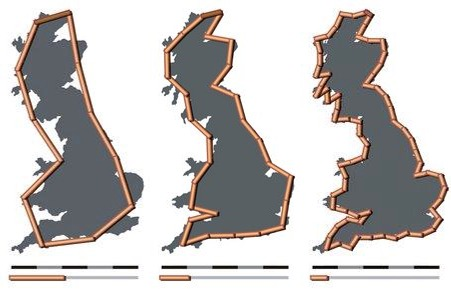
صورة توضح قياس ساحل المملكة المتحدة بمقاييس أطوالها مختلفة؛ كلما كان المقياس أصغر، زاد طول الساحل المقاس.

### فهرس المراجع
1. 1 2 3 4  "Volumes des corps convexes, géométrie et algèbre" (PDF). Institut de mathématiques de Jussieu. Teissier 1999. مؤرشف من الأصل (PDF) في 2022-04-07. (leçon donnée le jeudi 7 octobre 1999, rédigée par C. Reydy), ص. 2
.
2. ↑  Heath، T. (1981). A History of Greek Mathematics. Dover Publications. ج. 2. ص. 206. ISBN:0-486-24074-6.
3. ↑  الطريقة الموضحة في قسم محيط الدائرة أو في الموقع التالي:
S. Mehl Longueur du cercle selon Archimède ChronoMath.
نسخة محفوظة 2023-07-25 على موقع واي باك مشين.
4. ↑  Chevalier et al. 2002 بالنسبة للصيغة والبرهان.
5. ↑  Aire et périmètre, dossier d’activités pédagogiques réalisé par le groupe national de réflexion sur l’enseignement des mathématiques en dispositifs relais.
6. ↑  Heath, Thomas Little (2013). A History of Greek Mathematics (بالإنجليزية). Dover. Vol. 2. p. 206-207. ISBN:978-0-486-16265-2. Archived from the original on 2023-02-03..
7. ↑  "De l'Aire et d'autres Grandeurs géométriques" (PDF). مؤرشف من الأصل (PDF) في 2015-09-23., ص. 
3.
8. ↑  http://www.univ-orleans.fr/irem/modules/news/documents/Aires%2520-%25203.pdf&title=%C2%AB%C2%A0Le%20probl%C3%A8me%20isop%C3%A9rim%C3%A9trique%C2%A0%C2%BB "Le problème isopérimétrique". إريم (شركة) d'Orléans. IREM. مؤرشف من http://www.univ-orleans.fr/irem/modules/news/documents/Aires%2520-%25203.pdf&title=%C2%AB%C2%A0Le%20probl%C3%A8me%20isop%C3%A9rim%C3%A9trique%C2%A0%C2%BB الأصل في 2023-07-25. {{استشهاد ويب}}: تحقق من قيمة |مسار أرشيف= (مساعدة) وتحقق من قيمة |مسار= (مساعدة), ص. 2
.
9. ↑  IREM.
10. ↑  Teissier 1999.
11. ↑  G. Tulloue, Aire d'une ellipse – جامعة نانت. نسخة محفوظة 2022-01-02 على موقع واي باك مشين.
12. 1 2  إيريك ويستاين، Ellipse، ماثوورلد Mathworld (باللغة الإنكليزية)..
13. 1 2 3  (Mandelbrot 1995).
14. ↑  Robson 2008, ص. 
61, 67.
15. ↑  "Qu'est-ce que l'optimisation de forme ?" (PDF). 1903 - 2003 Un siècle de mathématiques à Nancy. 2003. مؤرشف من الأصل (PDF) في 2015-09-15..
16. ↑  Neugebauer 1992, ص. 
51.
17. ↑  Robson 2008, ص. 65,66
.
18. 1 2  E. Fourrey (1907). Curiosités géométriques. Vuibert et Nony. ص. 431..
19. ↑  Berggren et al. 2004, ص. 
681.
20. ↑  Berggren et al. 2004, ص. 
329.
21. ↑  ديكارت, La géométrie (الهندسة), من الموقع : J.-C.، Pénin (2007). "La rectification des courbes". مؤرشف من الأصل في 2009-09-26..
22. ↑  Pénin 2007.
23. ↑  C. Jordan, Cours d'analyse de l'école polytechnique, 3 volumes, Jacques Gabay, première publication entre 1882 et 1887, édition 1991 (ردمك 2-87647-018-7).
24. ↑  Poincaré 1908.

### معلومات المراجع كاملة
- Neugebauer، Otto (1992). Les sciences exactes dans l'Antiquité. Actes Sud. ISBN:978-2-86869-300-6..
- Mandelbrot، Benoît (1995). Les objets fractals, 4e édition. Flammarion. ص. 212. ISBN:978-2-08-081301-5..
- Poincaré، Henri (1908). Science et méthode. Flammarion. مؤرشف من الأصل في 2023-04-25..
- Amiot، A. (1870). Éléments de géométrie : rédigés d'après le nouveau programme de l'enseignement scientifique des lycées ; suivis d'un Complément à l'usage des élèves de mathématiques spéciales. Paris: C. Delagrave et Cie. ص. 428. مؤرشف من الأصل في 2023-07-15..
- Anne Chevalier, Collectif, Ginette Cuisinier, Danielle Degen, Christine Docq, Mariza Krysinska, Christiane Hauchart (2002). Référentiel de mathématiques. De Boeck Education. ص. 448. ISBN:978-2-8041-4052-6. Référentiel.{{استشهاد بكتاب}}:  صيانة الاستشهاد: أسماء متعددة: قائمة المؤلفين (link).
- Lennart Berggren, Jonathan M. Borwein, Peter B. Borwein (2004). Pi, a source book (بالإنجليزية). New York: Springer. p. 797. ISBN:0-387-20571-3. Pibook.{{استشهاد بكتاب}}:  صيانة الاستشهاد: أسماء متعددة: قائمة المؤلفين (link).
- (en) Eleanor Robson, Mathematics in Ancient Iraq: A Social History, Princeton University Press, 2008, 442 p. (ISBN 9780691091822).

### المقالات
- "Aire et Périmètre" (PDF). confusion. مؤرشف من الأصل (PDF) في 2023-07-25..